# Actenia
Actenia é um gênero de mariposa pertencente à família Crambidae.